# 금강

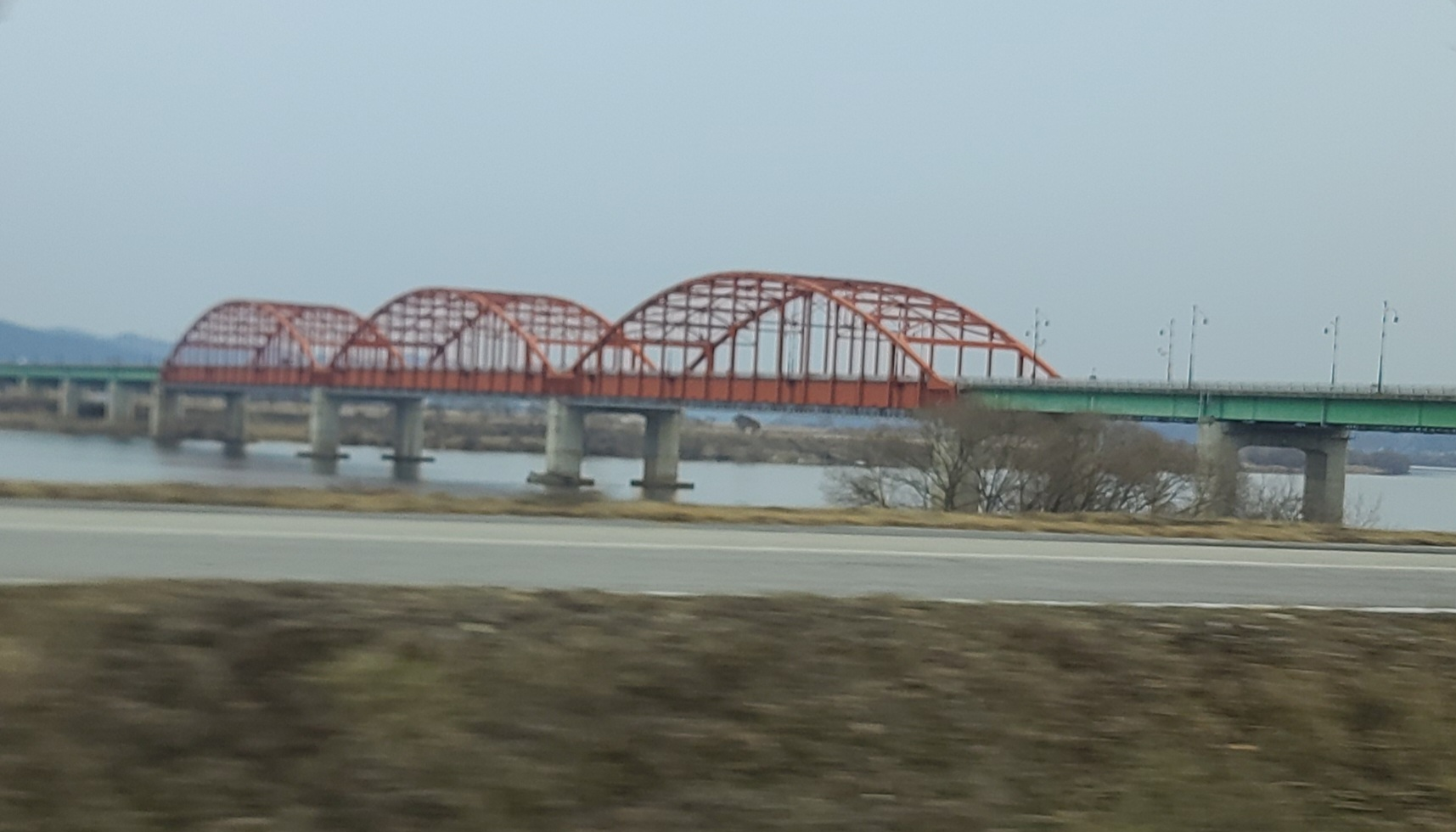
부여군의 동서를 잇는 부여대교

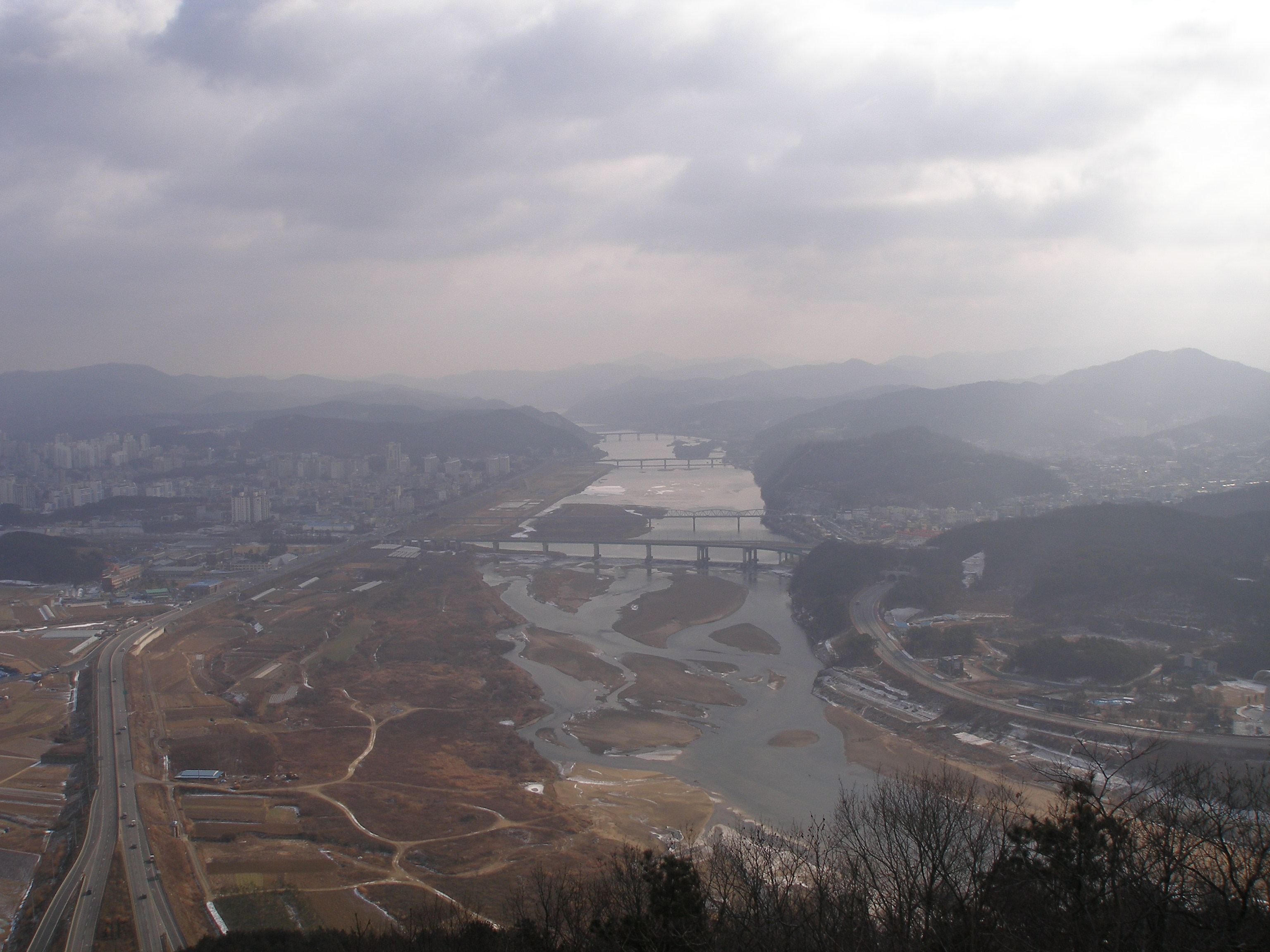
연미산에서 바라본 공주 근처의 금강

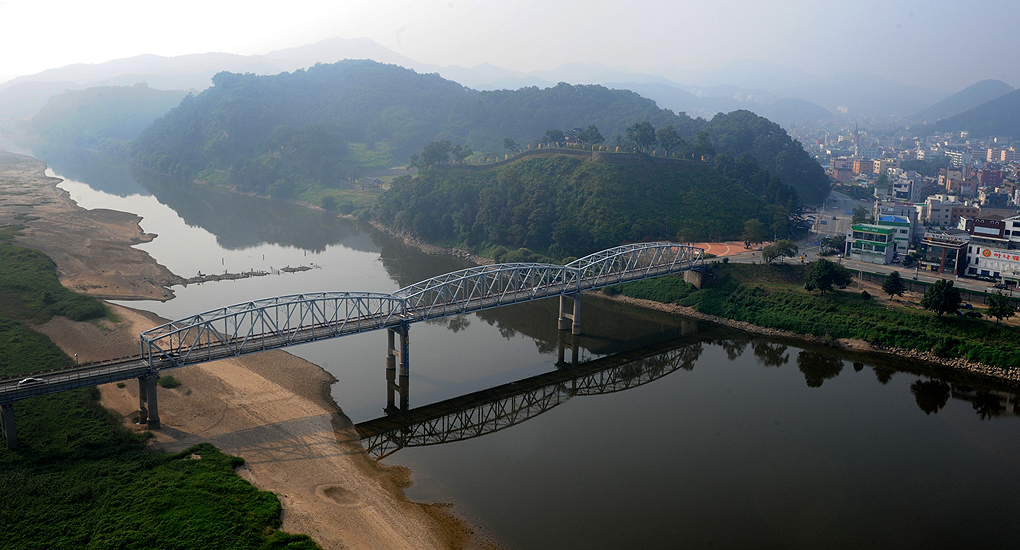
공주의 금강철교

공주대교위에서 바라본 금강

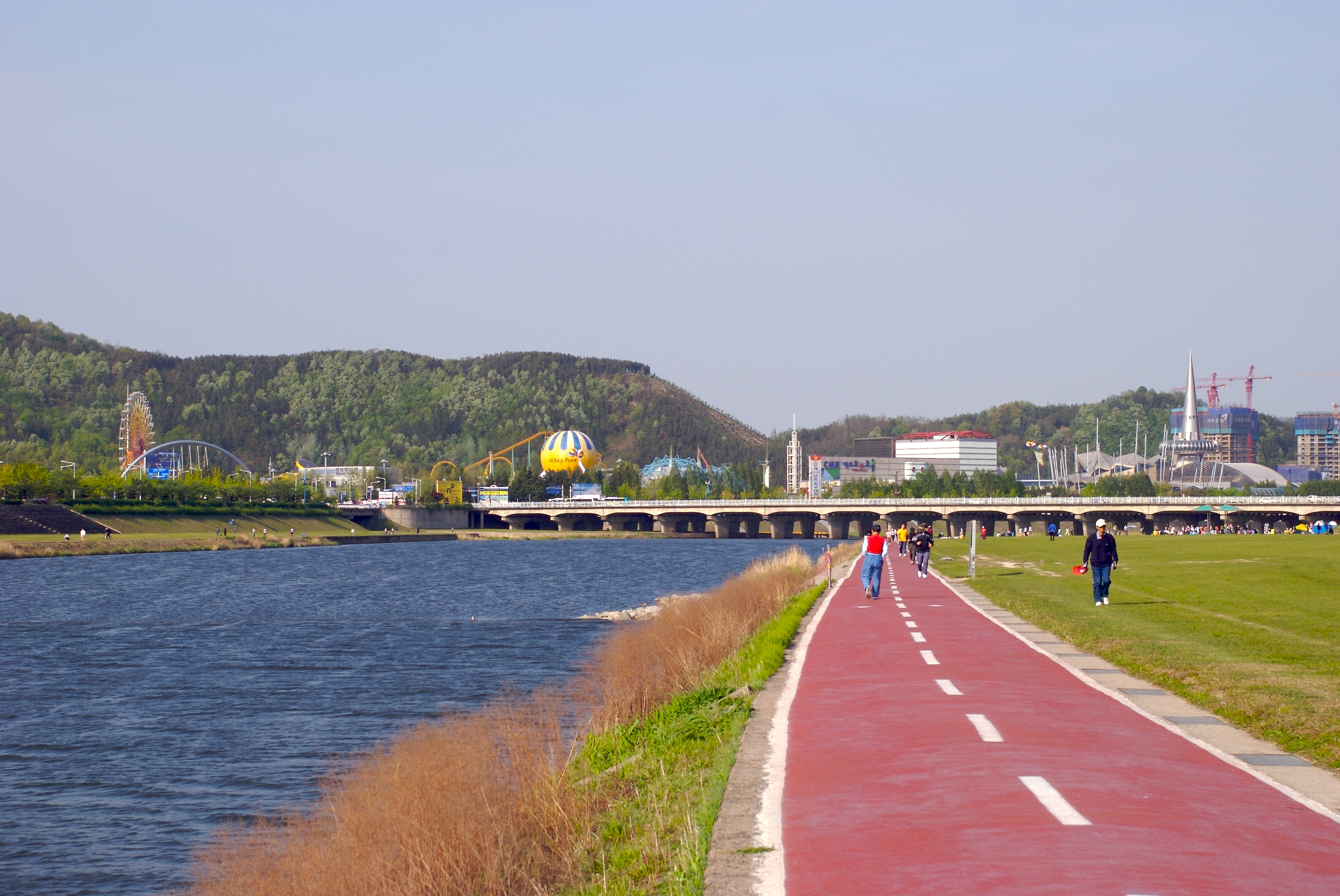
대전광역시의 갑천 연안을 중심으로 하는 산책로

금강(錦江)은 한반도 금남호남정맥 전북특별자치도 장수군 신무산(897m)의 뜬봉샘에서 발원하여 호서 지방을 거치며 논산시 강경읍에서부터 충청남도와 전북특별자치도의 도계를 흐르면서 황해로 흘러들어가는 392km의 강이다.
금강은 한강, 낙동강에 이은 대한민국 3대 강이다. 전북특별자치도 장수군의 뜬봉샘에서 발원하여 무주, 진안,
금산, 영동, 옥천, 보은, 청주,  대전, 세종, 공주, 청양, 논산, 부여, 서천, 익산을 지나 군산만에서 황해로 유입된다. 금강은 국가하천으로 지정되어 있다. 국가하천으로 지정된 금강의 주요 지류로는 갑천, 논산천, 미호강이 있고, 비옥한 호서평야가 형성되었다. 진안군 유역의 용담댐과 대전광역시 유역의 대청댐이 있고, 하류에는 금강하구둑이 있다. 금강은 대전·충청권의 주요 생활·산업·농업용수로 이용되고 있다. 과거에는 수로 교통이 발달하여 금강 유역을 중심으로 도시가 번성하였다.

## 역사

### 백제
백제는 금강을 통한 수운이 편리하고, 군사상 방어가 용이한 공주로 도읍을 옮겨왔으며 이후 중국과 백제를 잇는 교통로로서 금강을 이용하였다. 공주에서 천도한 부여지역도 금강의 수운을 이용할 수 있는 지역이었다. 백제는 금강을 통하여 중국 그리고 일본과 교류를 하였다. 당시 곰나루에서 출항한 선박은 한 달쯤 후에는 오사카 항에 도착할 수 있었다.

### 조선
태조 이성계가 100일기도 이후에 하늘에 보이는 무지개 너머로 날아오른 봉황이 가리킨 곳에 가보니 샘이 있다하여 이름붙인 뜬봉샘이 대표적인 설화이다.
구한말 1900년대에 금강 수계를 왕래하던 배의 숫자는 매년 1만 5천 척 정도였으며 군산, 강경, 공주, 부강 간에는 정기기선이 운행되었다. 기선의 경우 군산에서 부강까지는 8시간, 그 반대는 5시간 정도가 걸렸다. 또한 범선도 운행되었는데 군산에서 공주까지 이틀, 공주에서 군산까지는 하루 정도가 걸렸다고 한다.

## 발원과 종점
금강은 호수처럼 잔잔하다고 호수 같은 강 즉 호강이라고 불리기도 하였고, 금산군에서는 적벽강, 부여군에서는 백마강, 공주시에서는 웅진강(熊津江)이라고 부르기도 한다.

### 뜬봉샘
박은식은 한국통사에서 금강은 속리산과 덕유산에서 발원한다고 기술하였다. 금강은 섬진강의 발원지인 팔공산을 마주보고 있는 신무산의 뜬봉샘에서 발원한다. 뜬봉샘에서 발원한 물은 장수군 수분리 마을을 지나는 수분천이 되어 흘러내린다. 뜬봉샘은 금강의 발원지이며, 산림문화자산 지정을 통해 물의 소중함을 일깨우는 교육장의 역할을 할 수 있음은 물론 조선 태조 이성계와 얽힌 유래는 금강발원지의 역사성이나 문화적 가치를 지니고 있어 2016년 1월 5일 산림청장이 국가산림문화자산 제2015-0006호 금강 발원지 뜬봉샘으로 지정하였다.
신무산의 중턱에는 뜬봉샘 가는 길을 안내하는 장승이 서 있으며, 장승 좌우로 서로 다른 계곡이 흘러내려온다. 이 중 뜬봉샘이라 적은 표지석을 세웠으며 세간에 뜬봉샘으로 알려진 곳은 오른쪽 계곡 위쪽에 있다. 그러나 하구로부터의 최장거리를 기준으로 할 때 진정한 발원지는 왼쪽 계곡 위쪽에 있다. 이곳에도 뜬봉샘을 알리는 표지판이 서 있다. 이곳은 장수읍 수분리 신무산 동쪽 계곡 해발 830 m 지점으로 GPS 좌표는 북위 35° 35′ 32″ 동경 127° 29′ 17″ / 북위 35.59222°  동경 127.48806° 이며 뜬봉샘보다 길이가 약 50 m 정도 더 긴 것으로 계측되었다.
강 이야기 2 - 금강 발원지 답사기 《하천과 문화》6권 1호 (사이언스온)

### 남대천
무주 구천동의 가파른 계곡을 흘러 내려오면 설천이라고 불리고 무주읍 근처에서는 남대천이라고 불린다.

### 적벽강
금강이 충청남도 금산에 들어오면 적벽강이라고 불린다. 또한 천내리 일대가 천내강이라고 불리는데, 천내강 강변은 조약돌밭이 넓어 야영장소로 좋은 조건을 갖추고 있다.

### 양강
금강이 충청북도 영동군을 지나는 구간에서는 양강이라고도 불린다. 양산면에 있는 강가의 명승지는 양산8경이라는 이름을 만들어 냈다. 양산8경은 영국사, 강선대, 비봉산, 봉황대, 함벽정, 여의정, 자풍당, 용암을 일컫는다. 강편에는 송호유원지와 그 건너편 자라별유원지에는 우거진 소나무와 자갈밭, 그리고 은모래가 있어 쉴 수 있다.

### 대청호
금강이 충청북도 옥천, 보은, 청주와 대전에서 물길이 막혀 대청호를 이룬다. 대청호로 인하여 금강 하류에 빈번하였던 홍수는 멎게 되었다. 그러나 금강의 수량을 줄여 금강하구언과 함께 금강의 수운이 쇠퇴하게 만드는 역할도 하였다. 대청호라는 명칭은 대전과 청주의 앞 글자를 딴 것으로, 1975년 3월에 공사를 착수하여 1981년 6월 완공되었다. 소양호와 충주호에 이어 세 번째로 큰 호수이다.

### 곰강
금강이 충청남도 공주시 웅진(고마나루)에 이르며 그 이름은 곰강으로 바뀐다. 북쪽에서 이주해온 곰의 후손인 백제인들은 새로운 도읍에 흐르는 강의 이름을 곰강이라고 불렀다. 곰강은 곧 금강이 되었다.

### 천내강
금강이 충청남도 금산군 제원면 천내리 일대를 지날 때 그 이름이 천내강으로 바뀐다.

### 백마강
금강이 백제의 수도였던 충청남도 부여군을 지날 때에는 백마강이라는 이름으로 불린다. 부소산 근처에는 백제를 멸망시킨 소정방이 백마를 미끼로 해서 용을 낚았다는 조룡대가 자리하고 있다.

### 강경포
충청남도 논산시 강경읍 강경포구에서 논산천, 강경천이 금강에 합류하며 이 지점부터 충청남도와 전북특별자치도의 경계가 되며 서해 방향으로 흐른다.

### 금강하구둑
충청남도 서천군 장항읍과 전북특별자치도 군산시 사이의 금강하구둑은 총길이 1841m로 1990년에 완공되었다. 금강하구둑은 충청남도과 전북특별자치도의 도계를 이루며 농업용수와 공업용수를 공급하고 금강 주변 홍수를 조절한다. 담수 공급량은 연간 3억 6000만 톤이다. 이 둑의 완공으로 강경은 큰 배가 드나들지 못하고 물류의 집산지로서 기능을 잃게 되었다. 또한 지역의 특산품이었던 황복, 금강 장어, 참게 등도 사라졌다. 장항선 철길이 놓여 있으며 장항역과 군산역을 잇는다. 금강하구둑이 들어서기 전까지 밀물 때 하구로부터 64km에 있는 부여군 규암면까지 바닷물이 들어와 생태학적으로 우여와 황복, 참게, 뱀장어 등 회유성 어류도 금강을 거슬러 올라왔다.

## 지류
뜬봉샘에서 발원한 금강은 진안군에서 구량천과 진안천을 만나고, 금산군과 옥천군에서 초강천, 송천천, 보청천을 만나고 대전 신탄진에서 갑천과 합류한다. 연기군에서 미호천과 만나 남서쪽으로 흐르다 공주와 부여를 지나며 정안천, 석성천을 만난다.
제1지류로는 갑천, 논산천, 미호강, 장수천, 무주남대천, 하신천, 용추천, 장계천, 계북천, 구량천, 진안천, 정자천, 주자천, 삼유천, 현내천, 봉황천, 소옥천, 주원천, 회인천, 품곡천, 영동천, 이원천, 초강, 보청천, 금천, 용수천, 대교천, 정안천, 유구천, 용성천, 치성천, 지천, 잉화달천, 은산천, 석성천, 길산천, 산북천, 원산천 등이 있다.
제2지류로는 유등천, 무심천, 조천, 노성천, 강경천, 석천, 추풍천, 보강천, 백곡천, 병천천, 월하천 등이 있고 제3지류로는 대전천, 미평천, 율량천 등이 있다.

### 갑천
충청남도 금산군 진산면에서 대둔산에서 발원하는 갑천은 계룡산에서 내려온 두계천을 합치며 대전광역시의 도심을 흐른다.

### 논산천
전북 완주군 운주면 고당리 왕사봉에서 발원하는 논산천은 충청남도 논산시 양촌면에서 명암천과 만나 논산시를 북서부를 남서쪽으로 흘러 탑정저수지에서 머물렀다가 논산의 도심을 서쪽으로 가로질러 강경읍에서 금강 본류로 합류한다.

### 노성천
한천(漢川)으로도 불렸던 노성천은 충청남도 공주시 계룡면 계룡산에서 발원해 논산시 부적면에서 연산천과 합류한 뒤 다시 논산시 취암동에서 논산천과 만난다. 노성참게로 만든 간장게장이 유명하였다.

### 강경천
미내(渼奈)라고도 불렸던 강경천은 충청남도와 전북특별자치도의 경계를 이룬다. 익산시 망성면에서 마산천과 만난 강경천은 강경읍에서 논산천과 합류해 금강 본류로 흘러들어간다. 금강의 편리한 수운으로 활용도가 높았을 때 강경천은 강경읍 시가지 중앙을 곡류하기에 수운교통의 이점도 있었지만 여름철에는 홍수로 인한 범람으로 가옥 피해도 컸다.

### 미호강
미호강은 금강 최대의 지류 하천으로, 충청북도 음성군 음성읍 부용산(644m)에서 발원하여 충청북도 북부에서 서남류한다. 청주시 도심을 흐르는 무심천 등 지류가 미호강에 합류하여 세종특별자치시에서 금강에 합류한다.

## 교량

### 본류
- 금강갑문교 - 국도 제21호선, 국도 제29호선
- 금강대교 - 서해안고속도로
- 웅포대교 - 지방도 제723호선
- 황산대교 - 국가지원지방도 제68호선
- 부여대교 - 국도 제4호선
- 백제교
- 백마강교
- 왕진교 - 지방도 제645호선
- 웅진대교 - 논산천안고속도로
- 백제큰다리 - 지방도 제651호선
- 금강교
- 공주대교
- 신공주대교 - 국도 제23호선
- 청벽대교 - 국도 제32호선
- 불티교
- 금강교 - 당진대전고속도로
- 학나래교 - 국도 제1호선
- 한두리교
- 금남교
- 햇무리교
- 아람찬교
- 부용교
- 금강1교 - 경부고속도로
- 현도교 - 국도 제17호선
- 대청대교 - 국가지원지방도 제32호선
- 용호교
- 대청교
- 회남대교 - 지방도 제571호선
- 장계교
- 장계대교 - 국도 제37호선
- 청마대교 - 지방도 제575호선
- 가덕교
- 합금교 - 지방도 제575호선
- 청마교
- 금강4교 - 경부고속도로
- (구)금강4교
- 금강3교 - 경부고속도로
- (구)금강3교
- (구)금강2교
- 금강2교 - 경부고속도로
- 이원대교 - 지방도 제514호선
- 날근이다리
- 양강교
- 고당교 - 국도 제4호선
- 금호교
- 죽청교
- 구강교
- 봉곡교
- 호탄교 - 지방도 제501호선
- 수산교
- 가선교 - 국가지원지방도 제68호선
- 천내교 - 국가지원지방도 제68호선
- 제원대교 - 국가지원지방도 제68호선
- 무지개다리
- 수통대교 - 지방도 제601호선
- 적벽교
- 후도교
- 앞섬다리
- 용포1교 - 통영대전고속도로
- (구)용포교
- 용포교 - 국도 제37호선
- 잠두교 - 통영대전고속도로
- 잠두1교 - 국도 제37호선
- 잠두2교 - 국도 제37호선
- 굴암교 - 통영대전고속도로
- 상굴교
- 대티교
- 대소교 - 지방도 제635호선
- 덤덜교
- 감동교
- 신용담교 - 국도 제13호선
- 용평대교 - 국도 제30호선
- 월포대교 - 국도 제30호선
- 죽도교 - 국가지원지방도 제49호선
- 외송교 - 국가지원지방도 제49호선
- 가막교 - 지방도 제726호선
- 연화교
- 천천2교 - 국도 제13호선
- 천천1교 - 국도 제13호선
- 천천교 - 국도 제13호선, 국도 제26호선
- 천천교 - 익산장수고속도로
- 통학교
- 운곡교
- 박곡교
- 반월교
- 타루교
- 왕대교 - 국도 제13호선
- 신기교
- 노하교
- 봉강교
- 양수교
- 송천교 - 지방도 제742호선
- 구락교
- 안양교 - 국도 제13호선

### 논산천
- 강경대교-799번지방도
- 논산천교-천안논산간 고속도로
- 논산신대교-국도23호선
- 논산대교-국도4호선
- 논산철교-호남선철도
- 계백교-국도1호선
- 신흥교-68번 지방도
- 호남고속도로지선-호남고속도로
- 장선교-국도17호선

### 노성천
- 노성대교-국도4호선
- 주곡교-691번 지방도
- 화헌교-697번 지방도
- 금대교

### 강경천
- 하강경교-799번 지방도
- 상강경교
- 강경철교-호남선철도
- 강경대교-23번 국도
- 제내교-68번 지방도
- 여산2교-1번국도
- 여산교-799번 지방도
- 여산1교-1번국도
- 진사2교, 진사1교 -1번국도
- 미내다리

### 미호강
- 월산교-96번지방도
- 보롬교-한누리대로
- 경부선 철교
- 미호교-591번 지방도
- 미호대교
- 경부고속철도 철교
- 미호천교-36번 국도
- 미호천교-경부고속도로
- 옥산교-596번 지방도
- 남촌교-중부고속도로
- 공항대교-540번 지방도
- 팔결교-17번 국도
- 여암교-810번 지방도
- 호평1교 -중부고속도로
- 진천농다리
- 오갑교-34번국도
- 가신교-21번 국도

## 나루
금강은 충청지역의 수운을 담당했던 중요한 수로이다. 금강을 따라 포구가 발달되었는데, 원산나루, 강경포, 입포나루, 규암나루, 구드래, 왕진나루, 곰나루, 마암나루, 신탄진 등이 주요 포구였다. 과거에는 200여톤 정도의 배는 강경포구까지, 50여톤 정도의 소규모 배는 하구둑에서 130km 떨어진 충남 연기까지 운항할 정도로 내륙 수운이 발달했다. 공주지역 금강에는 곰나루 외에 불티, 말아구, 석정리, 오얏골, 장기대, 곰되네울, 머그럼, 놋점 등 11개의 나루터가 있었으나 현재는 몇 개의 나루만 그 위치를 확인할 수 있다.

### 왕진나루
금강은 청양군의 동쪽을 지나는데 이 부근 10여개의 나루 중 가장 큰 나루였던 왕진나루는 1980년대까지 청양군 청남면과 부여군을 잇는 주요 교통로였다. 청양에서 부여를 가려면 왕진 나루를 건너 부여읍 저석리를 통해 부여로 통하는 가장 빠른 길이었다. 청양군 내의 청남면, 목면, 정산면 주민들까지 이용하였다. 일제시대에는 정산면과 목면, 청남면, 장평면 등의 쌀 공출이 왕진나루를 통해 이루어졌고, 강경이나 군산에서 반나절 정도면 도착할 수 있었기 때문에 7-8월에는 제주도에서 새우젓배가 왔었다. 현재는 왕진나루 일대를 생태레포츠 관광지로 개발하려고 구상하고 있다.

## 정자
금강 변에는 8정자의 유명한 정자가 있는데, 세종특별자치시 나성동에 있는 독락정, 세종시 금남면 영곡리에 있는 한림정, 세종시 장기면 금암리이 있었던 금벽정, 공주시 소학동 오얏골 나루 근처에 있었던 것으로 추정되는 벽허정, 공주시 월송동 아랫사송정마을에 있는 사송정, 공주시 공산성안에 있는 쌍수정, 공주 옛 철교 옆에 있던 안무정, 공주시 탄천면 유하리 원산 마을 뒷산으로 옮겨진 원산정이다.

## 같이 보기
- 대한민국의 지리

## 참고 자료
- 다큐금강 보관됨 2015-11-19 - 웨이백 머신 대전일보